# Religijska geografija
Religijska geografija znanost je o distribuciji religija, objašnjavanju mjesta i načina njihova nastanka, te mnogih drugih geografskih aspekta vezanih uz religiju.
U religijskoj geografiji postoje dvije vrste religija: univerzalna religija i etnička religija. Univerzalna religija tip je religije koji se pokušava obratiti čitavom svijetu, svim vrstama ljudi. Tri glavne univerzalne religije jesu kršćanstvo, islam i budizam. Etnička religija tip je religije koji se obraća jednoj grupi ljudi, jednoj državi, jednoj kulturi (npr. judaizam i zoroastrizam).

## Poveznice
- Religija po državama
- Religijska demografija